# Šiljovke
Šiljovke (lat. Cyperaceae), biljna porodica iz reda travolike (poales), razred jednosupnica (Liliopsida). Pripada joj 90 rodova, od kojih su u Hrvatskoj poznati sitnik ili šiljevina (Schoenus), šašina (Scirpus), šiljkica  (Rhynchospora), resasti šilj (Fimbristylis), suhoperka (Eriophorum), jezernica ( Eleocharis), šaš (Carex), trešnica (Blysmus) i šilj (Cyperus), po kojem porodica nosi ime.

## Opis
Cyperaceae, porodica šaševa i šiljeva monokotiledonih cvjetnica, odjeljak reda Poales. Cyperaceae su travnate zeljaste biljke koje se nalaze osobito u vlažnim područjima diljem svijeta.
Cyperaceae su jedna od 10 najvećih porodica cvjetnica, sadrži oko 5000 vrsta i, ovisno o korištenoj klasifikaciji, između 70 i 115 rodova. Članovi su raspoređeni po svim kontinentima osim Antarktika. Iako postoji velik broj vrsta u arktičkim, umjerenim i tropskim regijama, raznolikost rodova daleko je veća u tropskim regijama. Mnoge vrste šaša koje se pojavljuju u sjevernim geografskim širinama imaju cirkumpolarnu rasprostranjenost. Vrste koje se javljaju u tropskim ili toplim umjerenim regijama, osim onih koje su široko rasprostranjeni korovi u poljoprivredi, općenito su ograničene na jedan kontinent.
Šest najvećih rodova unutar Cyperaceae čini oko 3500 vrsta, gotovo tri četvrtine ukupnog broja vrsta: Carex (šaš), s oko 2000 vrsta; Cyperus, s gotovo 650 vrsta; Rhynchospora, s otprilike 250 vrsta; i Fimbristylis, Eleocharis (jezernica) i Scleria, svaki s oko 200 vrsta. Ostali veliki rodovi su Bulbostylis, s približno 100 vrsta; Schoenus, također s oko 100 vrsta; i Mapania, s do 80 vrsta.
Svaki od šest velikih rodova, osim Carexa, primarno se nalazi u toplim umjerenim ili tropskim regijama, sa samo nekoliko vrsta umjereno hladnih. Carex, najveći rod, rasprostranjen je po cijelom svijetu, osim u pustinjskim i polupustinjskim područjima. Najveća raznolikost vrsta Carexa javlja se u Sjedinjenim Državama, gdje se nalazi oko 500 vrsta. Otprilike isti broj javlja se u istočnoj Aziji, od Sibira preko Kine do Japana. U tropima Carex nije uobičajen u nizinama, iako je često raznolik u planinskim područjima. Eleocharis također ima niz vrsta u hladnim umjerenim ili čak arktičkim regijama, iako je većina od njegovih 200 vrsta ograničena na toplija područja. Ostali veliki rodovi uglavnom su rasprostranjeni po tropskim područjima Zemlje, sa samo nekoliko udaljenih vrsta u hladnim umjerenim regijama. Schoenus se uglavnom nalazi u Starom svijetu, a samo nekoliko njegovih vrsta nalazi se u Novom svijetu.
Većina preostalih rodova Cyperaceae prilično su mali, gotovo svi s manje od 30 vrsta, a mnogi sa samo jednom vrstom. Ograničenja ovih rodova također su donekle nejasna, s opsegom i granicama dobro poznatih rodova kao što su Cyperus i Scirpus (rogozovi ili šibovi) koji su donekle kontroverzni. U nekim je klasifikacijama, na primjer, do 300 vrsta uključeno u široke definicije Scirpusa; međutim, kako je tako definiran, Scirpus je iznimno raznolik i uključuje nekoliko različitih tipova embrija (definiranih oblikom i relativnom orijentacijom dijelova) i niz temeljno različitih morfoloških oblika.
Ekološka raznolikost šaša je ogromna, a vrste se pojavljuju u gotovo svim staništima osim u ekstremnim pustinjama te morskim i dubokovodnim ekosustavima. Međutim, većina šaša su biljke sunčanih, vlažnih do mokrih staništa kao što su svježe i slane močvare, bare i obale jezera, livade, močvare, vlažne prerije i savane, te vlažna do mokra tundra. Mnoge vrste šaša također se pojavljuju u prizemlju različitih vrsta šuma, kako umjerenih tako i tropskih. Neki su prilagođeni posebnim staništima, uključujući pješčane dine, slatkovodna jezera i potoke te litice. Epifiti su vrlo rijetki među šašovima, uglavnom se javljaju u južnoameričkom rodu Everardia.
Malo je usjevnog šaša. Od njih su daleko najvažniji “kineski vodeni kesten” (Eleocharis dulcis) i chufa ili “tigrov orah”, kultivari “žutog orašastog šaša” (Cyperus esculentus) koji se uglavnom uzgaja u Africi. Kod obje vrste jestivi dijelovi su podzemni gomolji. U borealnim regijama i planinskim područjima, vrste Carexa često su važne pašnjačke biljke i njima se čak može upravljati, kao na primjer livadama Carex lyngbyei na Islandu.
Diljem svijeta mnoge vrste Cyperaceae imaju regionalnu važnost u tkanju prostirki, košara, paravana, pa čak i sandala zbog svojih jakih, vlaknastih stabljika i lišća. Rodovi koji se koriste u ove svrhe uključuju Carex, Cyperus, Eleocharis, Schoenoplectus i, u Maleziji, vrstu Rhynchospora corymbosa. Cyperus tegetum uzgaja se u Indiji u tu svrhu, ali se ostali rodovi skupljaju iz divljih staništa. Autohtoni narodi na jezeru Titicaca, u Andama, koriste totoru (Schoenoplectus californicus subsp. tatora) za izradu malih čamaca zvanih balsas za plovidbu jezerom.
Desetak vrsta iz ove prodice danas se vode kao ugrožene, to su Carex toreadora, Carex azuayae, Scleria afroreflexa, Uncinia lacustris, Rhynchospora modesti-lucennoi, Hypolytrum pseudomapanioides; Kritično ugrožene: Hypolytrum subcompositus, Cyperus flavoculmis, Cyperus microcristatus, Cyperus microumbellatus, Cyperus multifolius, Carex lepida, Carex tessellata.
Dvije vrste ove porodice su invazivne: Cyperus rotundus i Oxycaryum cubense.

### Podjela
1. Subfamilia Mapanioideae C. B. Clarke
  1. Tribus Hypolytreae Nees ex Wight & Arn.
    1. Hypolytrum Rich. (61 spp.)
    2. Paramapania Uittien (7 spp.)
    3. Mapania Aubl. (101 spp.)
    4. Scirpodendron Zipp. ex Kurz (2 spp.)

  2. Tribus Chrysitricheae Nees
    1. Diplasia Pers. (1 sp.)
    2. Exocarya Benth. (1 sp.)
    3. Capitularina J. Kern (1 sp.)
    4. Lepironia Rich. (1 sp.)
    5. Chrysitrix L. (4 spp.)
    6. Chorizandra R. Br. (6 spp.)
2. Subfamilia Cyperoideae Beilschm.
  1. Tribus Trilepideae Goetgh.
    1. Microdracoides Hua (1 sp.)
    2. Coleochloa Gilly (8 spp.)
    3. Trilepis Nees (5 spp.)
    4. Afrotrilepis (Gilly) J. Raynal (2 spp.)

  2. Tribus Cladieae Torr.
    1. Cladium P. Browne (7 spp.)

  3. Tribus Sclerieae Wight & Arn.
    1. Scleria P. J. Bergius (255 spp.)

  4. Tribus Bisboeckelereae Pax
    1. Bisboeckelera Kuntze (4 spp.)
    2. Calyptrocarya Nees (8 spp.)
    3. Becquerelia Brongn. (7 spp.)
    4. Diplacrum R. Br. (13 spp.)

  5. Tribus Carpheae Semmouri & Larridon
    1. Carpha Banks & Sol. ex R. Br. (6 spp.)
    2. Asterochaete Nees (10 spp.)
    3. Trianoptiles Fenzl (3 spp.)

  6. Tribus Cryptangieae Benth.
    1. Koyamaea W. W. Thomas & Davidse (1 sp.)
    2. Didymiandrum Gilly (1 sp.)
    3. Krenakia S. M. Costa (10 spp.)
    4. Exochogyne C. B. Clarke (2 spp.)
    5. Cryptangium Schrad. ex Nees (1 sp.)
    6. Cephalocarpus Nees (21 spp.)
    7. Lagenocarpus Nees (17 spp.)

  7. Tribus Schoeneae Dumort.
    1. Subtribus Anthelepidinae R. L. Barrett
      1. Anthelepis R. L. Barrett, K. L. Wilson & J. J. Bruhl (4 spp.)

    2. Subtribus Oreobolinae R. L. Barrett
      1. Cyathocoma Nees (3 spp.)
      2. Costularia C. B. Clarke (15 spp.)
      3. Chamaedendron (Kük.) Larridon (5 spp.)
      4. Capeobolus Browning (1 sp.)
      5. Oreobolus R. Br. (17 spp.)

    3. Subtribus Gahniinae Pax
      1. Ptilothrix K. L. Wilson (1 sp.)
      2. Mesomelaena Nees (5 spp.)
      3. Cyathochaeta Nees (5 spp.)
      4. Gahnia J. R. Forst. & G. Forst. (41 spp.)

    4. Subtribus Caustiinae R. L. Barrett
      1. Caustis R. Br. (7 spp.)
      2. Evandra R. Br. (2 spp.)

    5. Subtribus Gymnoschoeninae R. L. Barrett
      1. Reedia F. Muell. (1 sp.)
      2. Gymnoschoenus Nees (2 spp.)

    6. Subtribus Lepidospermatinae R. L. Barrett
      1. Machaerina Vahl (51 spp.)
      2. Lepidosperma Labill. (83 spp.)
      3. Neesenbeckia Levyns (1 sp.)

    7. Subtribus Tricostulariinae R.L.Barrett, K.L.Wilson & J.J.Bruhl
      1. Ammothryon R.L.Barrett, K.L.Wilson & J.J.Bruhl (1 sp.)
      2. Tricostularia Nees (11 spp.)
      3. Chaetospora R. Br. (3 spp.)
      4. Xyroschoenus Larridon (1 sp.)
      5. Morelotia Gaudich. (6 spp.)
      6. Netrostylis R.L.Barrett, J.J.Bruhl & K.L.Wilson (2 spp.)
      7. Tetraria P. Beauv. (39 spp.)

    8. Subtribus Schoeninae Fenzl
      1. Schoenus L. (153 spp.)

  8. Tribus Rhynchosporeae Wight & Arn.
    1. Rhynchospora Vahl (384 spp.)

  9. Tribus Dulichieae W. Schultze-Motel
    1. Dulichium Rich. ex Pers. (1 sp.)
    2. Blysmus Panz. ex Roem. & Schult. (3 spp.)
    3. Blysmopsis Oteng-Yeb. (1 sp.)

  10. Tribus Khaosokieae Lév.-Bourret & J.R.Starr
    1. Khaosokia D. A. Simpson, Chayam. & J.Parn. (1 sp.)

  11. Tribus Calliscirpeae Lév.-Bourret & J.R.Starr
    1. Calliscirpus C.N.Gilmour, J.R.Starr & Naczi (2 spp.)

  12. Tribus Scirpeae T. Lestib.
    1. Amphiscirpus Oteng-Yeb. (1 sp.)
    2. Zameioscirpus Dhooge & Goetgh. (3 spp.)
    3. Rhodoscirpus Lév.-Bourret, Donadío & J.R.Starr (1 sp.)
    4. Phylloscirpus C. B. Clarke (3 spp.)
    5. Scirpus Tourn. ex L. (45 spp.)
    6. Eriophorum L. (15 spp.)

  13. Tribus Trichophoreae Lév.-Bourret & J.R.Starr
    1. Trichophorum Pers. (22 spp.)

  14. Tribus Sumatroscirpeae Lév.-Bourret & J.R.Starr
    1. Sumatroscirpus Oteng-Yeb. (4 spp.)

  15. Tribus Cariceae Dumort.
    1. Carex L. (2049 spp.)

  16. Tribus Eleocharideae Goetgh.
    1. Eleocharis R. Br. (300 spp.)

  17. Tribus Abildgaardieae Lye
    1. Nelmesia Van der Veken (1 sp.)
    2. Bulbostylis Kunth (221 spp.)
    3. Zulustylis Muasya (2 spp.)
    4. Trichoschoenus J. Raynal (1 sp.)
    5. Actinoschoenus Benth. (3 spp.)
    6. Arthrostylis R. Br. (2 spp.)
    7. Trachystylis S. T. Blake (1 sp.)
    8. Scleroschoenus K.L.Wilson, J.J.Bruhl & R.L.Barrett (6 spp.)
    9. Abildgaardia Vahl (9 spp.)
    10. Fimbristylis Vahl (307 spp.)

  18. Tribus Bolboschoeneae (Tatanov) J. R. Starr
    1. Bolboschoenus (Asch.) Palla (16 spp.)

  19. Tribus Fuireneae Fenzl
    1. Fuirena Rottb. (53 spp.)

  20. Tribus Schoenoplecteae Lye
    1. Actinoscirpus (Ohwi) R. W. Haines & Lye (1 sp.)
    2. Schoenoplectus (Rchb.) Palla (19 spp.)

  21. Tribus Pseudoschoeneae J. R. Starr
    1. Pseudoschoenus (C. B. Clarke) Oteng-Yeb. (1 sp.)
    2. Schoenoplectiella Lye (64 spp.)

  22. Tribus Cypereae Dumort.
    1. Subtribus Ficiniinae Fenzl
      1. Erioscirpus Palla (2 spp.)
      2. Scirpoides Seguier (6 spp.)
      3. Afroscirpoides García-Madr. & Muasya (1 sp.)
      4. Dracoscirpoides Muasya (3 spp.)
      5. Hellmuthia Steud. (1 sp.)
      6. Isolepis R. Br. (70 spp.)
      7. Ficinia Schrad. (90 spp.)

    2. Subtribus Cyperinae Pax
      1. Cyperus L.(956 spp.)

  23. Filogenetski položaj tribusa nepoznat
    1. Rhynchocladium T. Koyama (1 sp.)

Nekadašnji rodovi
1. Alinula J. Raynal, 1977 sinonim od Cyperus L.
2. Ascolepis Nees ex Steud., 1855 sinonim od Cyperus L.
3. Chaetocyperus Nees, 1834 sinonim od  Eleocharis R.Br.
4. Cobresia Pers., 1807  sinonim od  Carex L.
5. Courtoisina Soják, 1979 [1980] sinonim od Cyperus L.
6. Cymophyllus Mack., 1913 sinonim od  Carex L.
7. Epischoenus C.B. Clarke, 1898 sinonim od Schoenus L.
8. Heleocharis T. Lestib., 1819 sinonim od Eleocharis R.Br.
9. Karinia Reznicek & McVaugh, 1994 sinonim od Scirpoides Ség.
10. Kobresia Willd., 1805 sinonim od  Carex L.
11. Kyllinga Rottb., 1773 sinonim od Cyperus L.
12. Lipocarpha R. Br., 1818 sinonim od Cyperus L.
13. Loxotrema Raf., 1840 sinonim od  Carex L.
14. Mariscus Vahl, 1805 sinonim od Cyperus L.
15. Oxycaryum Nees, 1842 sinonim od Cyperus L.
16. Psilocarya Torr., 1836 sinonim od  Rhynchospora Vahl
17. Pycreus P. Beauv., 1816 sinonim od Cyperus L.
18. Queenslandiella Domin, 1915 sinonim od Cyperus L.
19. Remirea Aubl., 1775 sinonim od Cyperus L.
20. Schoenoxiphium Nees, 1832 sinonim od  Carex L.
21. Sphaerocyperus Lye, 1972 sinonim od Cyperus L.
22. Stenophyllus Raf., 1825 sinonim od Bulbostylis Kunth
23. Uncinia Pers., 1807 sinonim od  Carex L.
24. Volkiella Merxm. & Czech, 1953 sinonim od Cyperus L.

## Galerija
- invazivna vrsta Cyperus rotundus
- Scleria testacea
- Cyperus odoratus, jedna od vrsta iz roda po kojoj je porodica Cyperaceae dobila ime
- Uncinia

## Vanjske poveznice
|  | Zajednički poslužitelj ima još gradiva o temi Cyperaceae |
|  | Wikivrste imaju podatke o taksonu Cyperaceae             |